# 久しぶりに俺は泣いたんだ
「久しぶりに俺は泣いたんだ」（ひさしぶりにおれはないたんだ）は、日本のシンガーソングライターである長渕剛の13枚目のシングル曲。
1985年3月30日に東芝EMIのエキスプレスレーベルからリリースされた。作詞・作曲は長渕、編曲は瀬尾一三および長渕が担当している他、作詞のクレジットに「SPECIAL THANKS 秋元康」とクレジットされている。
都会を舞台に「ERIKO」という女性に向けたラブソングであり、シンセサイザーやサクソフォーンを使用した80年代を象徴するサウンドのロックナンバーとなっている。このシングルより長渕の風貌は長髪から短髪となり、完全にロックスタイルの音楽性となった。オリコンチャートでは最高位21位となった。
オリジナル・アルバム『HUNGRY』（1985年）からの先行シングル。それ以降では、ベスト・アルバム『SINGLES Vol.2 (1983〜1988)』（1997年）にのみ収録されている。

## 音楽性
少年と大人の狭間でもがき苦しんでいる自分を、遠く離れた恋人に想いを寄せる歌詞に置き換えて表現している。現実に縛られ大人になりつつある自分が嫌になり、夢だけ見ていられたあの頃に戻りたいという表現は、次作シングル曲でもある「勇次」等でも見られる。
当時、長渕は元々の持ち味であったフォークソングから離れ、ロックテイストを追求した楽曲を制作していた。そのため、前作に続いてロックサウンド、バンドサウンドを軸にした楽曲となっている。音楽性の変化に伴い、この頃からしゃがれた声が目立つようになる。
音楽情報サイト『CDジャーナル』では、「シンセやサックスなどを駆使した80年代ポップ・ロック・ナンバー。遠くに住む“ERIKO”という女性への愛を叫ぶ長渕剛らしいラブ・ソング」と表記されている。

## リリース
1985年3月30日に東芝EMIのエキスプレスレーベルよりリリースされた。
アルバム『HUNGRY』（1985年）では、イントロ部の4小節延長や、エレキギターやシンセサイザーが新たに追加されたリミックスバージョンとなっている。
B面のライブ音源である「巡恋歌」は、1985年1月9日の日本武道館での演奏を収録している。

## アートワーク
トレードマークであった長髪を切り、短髪になったのもこの頃からである。また、革ジャン、ジーンズ、マイクスタンドというジャケットの構成からもロック歌手への方向転換を意識している事が窺える。この当時にはバックバンドを従えて、ロックバンド風のライブパフォーマンスを行っていた。

## 批評
| 専門評論家によるレビュー | 専門評論家によるレビュー |
| レビュー・スコア         | レビュー・スコア         |
| 出典                     | 評価                     |
| ------------------------ | ------------------------ |
| CDジャーナル             | 肯定的                   |

音楽情報サイト『CDジャーナル』では、「しゃがれ声による男臭いヴォーカル・スタイルがほぼ確立している」と評されている。

## チャート成績
オリコンチャートでは最高位21位、登場回数8回となり、売り上げ枚数は4.4万枚となった。

## ミュージック・ビデオ
長渕としては初のPVも制作されている。内容は、口に猿轡をされ車で運ばれる長渕と、バンドメンバーとともに車上で歌う長渕の2種類の映像で構成されている。

## ライブ・パフォーマンス
1985年4月24日に同曲でフジテレビ系音楽番組『夜のヒットスタジオDELUXE』（1985年 - 1989年）に出演した。
その後、本作が収録されたアルバム『HUNGRY』を引っ提げてのライブツアー「LIVE'85 - '86 HUNGRY」で演奏されたが、後のライブでは一切演奏されていない。

## シングル収録曲
| 全作詞・作曲: 長渕剛。 |                                                           |           |            |                   |      |
| #                      | タイトル                                                  | 作詞      | 作曲・編曲 | 編曲              | 時間 |
| 1.                     | 「久しぶりに俺は泣いたんだ」(作詞: SPECIAL THANKS 秋元康) | 長渕剛    | 長渕剛     | 瀬尾一三、長渕剛  | 4:30 |
| 2.                     | 「巡恋歌'85 ライヴ・ヴァージョン（1985.1.9 日本武道館）」 | 長渕剛    | 長渕剛     | 長渕剛 & HIS BAND | 4:36 |
| 合計時間:              | 合計時間:                                                 | 合計時間: | 9:06       |                   |      |

## 収録作品
スタジオ音源
- 『HUNGRY』（1985年）
- 『SINGLES Vol.2 (1983〜1988)』（1997年）

ライブ映像
- 「Hungry Tour 1986 1.22.The 4Days LIVE」(ファンクラブ会員限定)